# Plataforma de hielo Milne

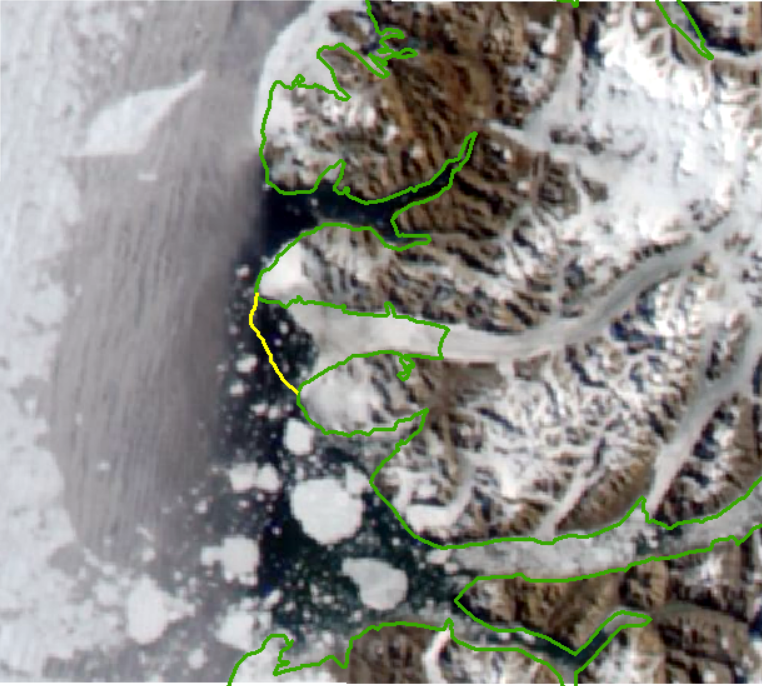
Plataforma de hielo Milne.

La plataforma de hielo Milne es una plataforma de hielo ubicada en el noroeste de la isla Ellesmere, dentro de la Región Qikiqtaaluk (Canadá). La plataforma de hielo Milne es un fragmento desprendido de la antigua plataforma de hielo Ellesmere. La plataforma es el segundo mayor banco de hielo del ártico, tras la plataforma de hielo de Ayles (que fue destruida en 2005). La plataforma de hielo Milne se encuentra a 270 kilómetros de Alert, una de las principales localidades de la provincia de Nunavut, y el asentamiento humano permanentemente habitado más septentrional de la Tierra.
En 1986, la plataforma de hielo tenía un área de unos 290 kilómetros cuadrados, con un espesor central de 100 metros. También, en este lugar tiene lugar parte de la trama del libro La conspiración, del autor estadounidense Dan Brown.